# Осман II
Осман II (тур. İkinci Osman, також тур. Genç Osman) (3 листопада 1604 — 20 травня 1622) — шістнадцятий султан Османської імперії, син султана Ахмеда I і Махфіруз Хатідже султан, правив із 1618 по 1622 рік.

## Біографія
Народився 3 листопада 1604 року. Названий на честь засновника династії, Османа Газі, і з нагоди його народження влаштовані семиденні свята.
Відповідно до джерел, Осман у 4 роки почав читати. Хоча є повідомлення європейців, що він був добре освічений і знав латинську, грецьку та італійську мови крім східних, сучасні історики висловлюють у цьому сумніви.

## Правління
Осман вступив на престол 26 лютого 1618 року у віці 14 років, коли божевільний Мустафа I був повалений після трьох місяців правління. Правління Османа припадало на несприятливий кліматичний період — найбільш холодні роки малого льодовикового періоду.

### Військові кампанії
У 1618 році після поразок османських військ, був підписаний Серавський мир із державою Сефевідів, який в основному повторював умови договору 1612 року і тим самим закінчив війну між Османською державою і Персією, яку розпочав ще Ахмед I. У 1618 році розпочалася Тридцятилітня війна (1618—1648), що розколола держави Європи на два блоки — габсбурзький і антигабсбурзький. Річ Посполита перебувала в складі габсбурзького блоку і лісовчики у 1619 році розбили в битві при Гуменне армію Трансільванії. У результаті князь Трансільванії Габор Бетлен, васал султана, звернувся за допомогою до Османської імперії, що зумовило втручання її в Тридцятирічну війну. Осман II послав на допомогу армію, до якої мали приєднатися сили довколишніх держав, колишні васали Османської імперії — Волоського і Молдавського князівств, Кримського ханства. Польську армію очолював досвідчений Великий гетьман Станіслав Жолкевський. 20 вересня 1620 року поблизу міста Ясси відбулася битва, в якій Осман II здобув перемогу.
Це спонукало султана почати Хотинську війну і особисто очолити армію. Перед початком цієї кампанії Осман вирішив стратити Шехзаде Мехмеда, старшого сина Кесем, побоюючись, що брата, який був молодший за нього всього на 4 місяці, за його відсутності оголосять султаном. Для законності страти була необхідна фетва. Шейх уль-іслам відмовився дати таку фетву з дозволом вбити брата. Тоді Осман отримав її у кадіаскера Румелії, Ташкопрюзаде Кемаледдін Мехмед-ефенді (сина Ташкопрюзаде Ахмета). Мехмеда стратили, і Осман виїхав з Едірне. Повідомляють, що він вирушив в кампанію з великою помпою і в обладунках Сулеймана I. Османська армія переслідувала польські війська, очолювані гетьманом Жолкевським. Крім 9 тисяч регулярного війська, в розпорядженні гетьмана були загони шляхти, а також очікувалося, що молдовська армія зрадить османам і перейде на бік поляків. Однак замість всієї армії Молдавії до Жолкевського приєднався лише Гаспар Граціані зі свитою, а шляхта покинула Жолкевського, побачивши співвідношення сил. У Цецорській битві 73-річний Жолкевський був убитий, у полон потрапили польний гетьман Станіслав Конецпольський і князь Корецький, а Гаспар Граціані загинув від рук своїх колишніх підданих.
Через рік після перемоги над поляками під Цецорою султан Осман II виступив з армією проти польського укріпленого табору в м. Хотині. Гетьман Ходкевич очолив оборону, що тривала чотири тижні з 1 по 28 вересня 1621 року. До поляків приєдналося військо реєстрових козаків, очолюваних Яковом Бородавкою, а потім Петром Сагайдачним. Після смерті Ходкевича 24 вересня оборону очолив Станіслав Любомирський. Кампанія була важкою через ранню важку зиму, османи несли великі втрати, і, не дивлячись на велику чисельну перевагу, їм не вдалося здобути перемогу. Підсумком облоги став Хотинський мирний договір. Султан звинуватив у своїй поразці яничар. Основними причинами невдачі були суперництво і конкуренція між пашами і адміністративною некомпетентністю. Однак експедиція була оголошена успішною, оскільки імперія зберегла контроль над Молдовою.

### Критика
Правління Османа викликало протест яничар, який вміло розпалювався зятем Халіме-султан, Кара Давут-пашею, що мали свої інтереси. Як доносили до Варшави і Лондона Збаразький і Томас Роу, у Давут-паші було двоє синів від дочки султана Мехмеда III, і він вважав, що, якщо усунути синів султана Ахмеда, «його сини колись за певних умов зможуть отримати вищу владу». З тих же причин він організував замах на брата Османа, сина Кесем, Мурада. Замах було усунено завдяки попередженням або здогадкам, Кесем за допомогою відданих її слуг домоглася посиленої охорони сину.
Осман самостійно приймав рішення, не слухаючи візирів, і переодягненим здійснював поліцейські огляди Стамбула. Як пише Туга Челебі: «султан Осман вривався в питні будинки і схоплених сипахів і яничарів велів бити, [а потім] наказував Бостанджи-баші їх вбивати». Повернувшись в Стамбул після Хотина у вересні-жовтні 1621 року, Осман замислив ряд реформ. Він збирався створити нову армію з тюркського населення Анатолії та Північної Сирії, щоб замінити нею схильних до заколотів яничар. Як доносив гонець Сулішовский: «Нехтуючи старими [воїнами], він визнав за необхідне інших набрати на їх місце, оскільки через їхню байдужість у боях під Хотином не міг здобути жодної перемоги над військом короля». Крім того в планах Османа було перенести столицю в Анатолію. Невдоволення в суспільстві і особливо в улемів викликало одруження Османа. Він порушив усі традиції, одружившись із вільними туркенями. 7 лютого 1622 року його першою дружиною стала внучка візира Сулеймана I і Селіма II, Пертева-паші. Другою його дружиною 19 березня того ж року стала дочка Шейх аль-ісламу, який був проти, але нічого не зміг зробити. Наслідком цього стала підтримка улемами змовників.

## Бунт яничар
У травні 1622 року Осман збирався відбути зі Стамбула в Анатолію під приводом здійснення паломництва в Мекку. З собою він планував вивезти казну. Але серед яничарів пройшов слух про це. У травні розпочався яничарський заколот. Яничари і сипахи зібралися на іподромі. Шейх аль-ісламу, що прийшов до них за дорученням султана, були пред'явлені вимоги кари шести чоловік. Шейх аль-іслам, можливо, вимушено, дав фетву на цю кару. Називалися імена Ділавер-паші, Ходжі Омера-ефенді, Кизляр-аги Сулеймана, каймакама Хілфіза Ахмеда-пашу, дефтердара (скарбника) Баки-паші, Насухи-аги. Повернувшись до Османа, Шейх аль-іслам передав йому фетву і порадив задовольнити вимоги заколотників, проте султан прогнав парламентарів, порвав фетву і погрожував розправою. Це призвело до того, що яничари увірвалися в будинок Омера-ефенді і влаштували погром. Потім натовп знайшов Мустафу, замкненого в старому палаці, заколотники відвели його в Орта Джамі й оголосили султаном. Переляканий Осман наказав видати бунтівникам Ділавер-пашу, того знайшли і виштовхнули за ворота, де він тут же був порубаний. Осман оголосив, що відмовляється від поїздки в Азію, але він все ще не розумів серйозності ситуації і не погоджувався змістити Омера-ефенді та Сулеймана-агу. Тим часом яничари увірвалися у двір палацу Топкапи. Великий візир і головний євнух спробували їх зупинити, але були розтерзані. Османа, який сховався в схованці, знайшли, одягли в лахміття і потягли через місто, насміхаючись і знущаючись, на шкапі в Орта Джамі.
Переляканий, він звернувся до яничар, благаючи про помилування, і яничари відповіли, що не бажають його крові. Однак тут же Османа спробували вбити. За словами Туги Челебі: «Джебеджі-баші (глава корпусу зброярів) накинув на нього зашморг і хотів задушити, Мехмед-ага, кетхуда-бей Алі-ага і чауш-баші Ахмед-ага йому завадили». А Пічовий писав, що в Орта-Джамі з'явився Давут-паша із зашморгом, але Осман нагадав присутнім, як кілька разів пощадив Давут-пашу за його злочини, і яничари не дали великому візиру вбити поваленого султана в мечеті. Колишнього султана відвезли в Єдикуле, де наступного дн, 20 травня, Осман був убитий. Йому відрізали вухо (деякі історики пишуть, що вухо і ніс) і Давуд-паша доставив вухо Халіме-султан. Так психічно хворий Мустафа I став султаном вдруге, Давут-паша став великим візиром, а бунт припинився, як ніби його й не було. Англійський посланник сер Томас Рой писав: «перший імператор, на якого вони коли-небудь наклали руки. Вважаю, це фатальною ознакою їхнього занепаду».

## Родина
Дружини:
- Хасекі Айше Ханим Султан
- Фатма Зюлейха-султан
- Акіле Рукійє Ханим Султан
- Мейлішах Султан

Діти:
- Шехзаде Омер
- Шехзаде Мустафа

- Зейнеп Султан

## Образ у кіно
У турецькому фільмі «Махпейкер» (2010 р.) роль Османа виконав Мерт Озчелік.
У турецькому телесеріалі «Величне століття: Кесем» роль дорослого Османа виконав Танер Ольмез.